# باتريك لونش (نقابي)
باتريك لونش (بالإنجليزية: Patrick Lynch)‏ هو نقابي أمريكي، ولد في 1964 في كوينز في الولايات المتحدة.